# 副蛔虫属
副蛔虫属（学名：Parascaris）为蛔科的一个属。

## 下属物种
本属包括以下物种：
- 马副蛔虫 Parascaris equorum (Goeze, 1782)
- Parascaris univalens